# Buchmühle (Redwitz an der Rodach)
Buchmühle ist eine Wüstung auf dem Gemeindegebiet von Redwitz an der Rodach im Landkreis Lichtenfels (Oberfranken, Bayern).

## Geographie
Die Einöde lag auf einer Höhe von 289 m ü. NHN am Buchgraben, einem linken Zufluss der Rodach. Im Nordwesten befanden sich die Buchäcker, ansonsten war der Ort von Waldgebieten umgeben. Unterlangenstadt lag 0,8 km nordwestlich von Buchmühle.

## Geschichte
Gegen Ende des 18. Jahrhunderts gehörte Buchmühle zur Realgemeinde Unterlangenstadt. Das Hochgericht übte das Rittergut Unterlangenstadt in begrenztem Umfang aus, es hatte ggf. an das bambergische Centamt Weismain auszuliefern. Das Rittergut Unterlangenstadt war zugleich Grundherr der Mahlmühle.
Mit dem Gemeindeedikt wurde Buchmühle dem 1808 gebildeten Steuerdistrikt Oberlangenstadt und der 1818 gebildeten Ruralgemeinde Unterlangenstadt zugewiesen. 1818 bestand der Ort aus einem Anwesen. 1867 wurde der Ort in einem Ortsverzeichnis letztmals aufgelistet. Es gab zu diesem Zeitpunkt 5 Einwohner. Auf einer topographischen Karte von 1884 wurde der Ort letztmals verzeichnet.

## Religion
Der Ort war evangelisch-lutherisch geprägt und nach St. Maria (Burkersdorf) gepfarrt.